# Hansjürg Saager

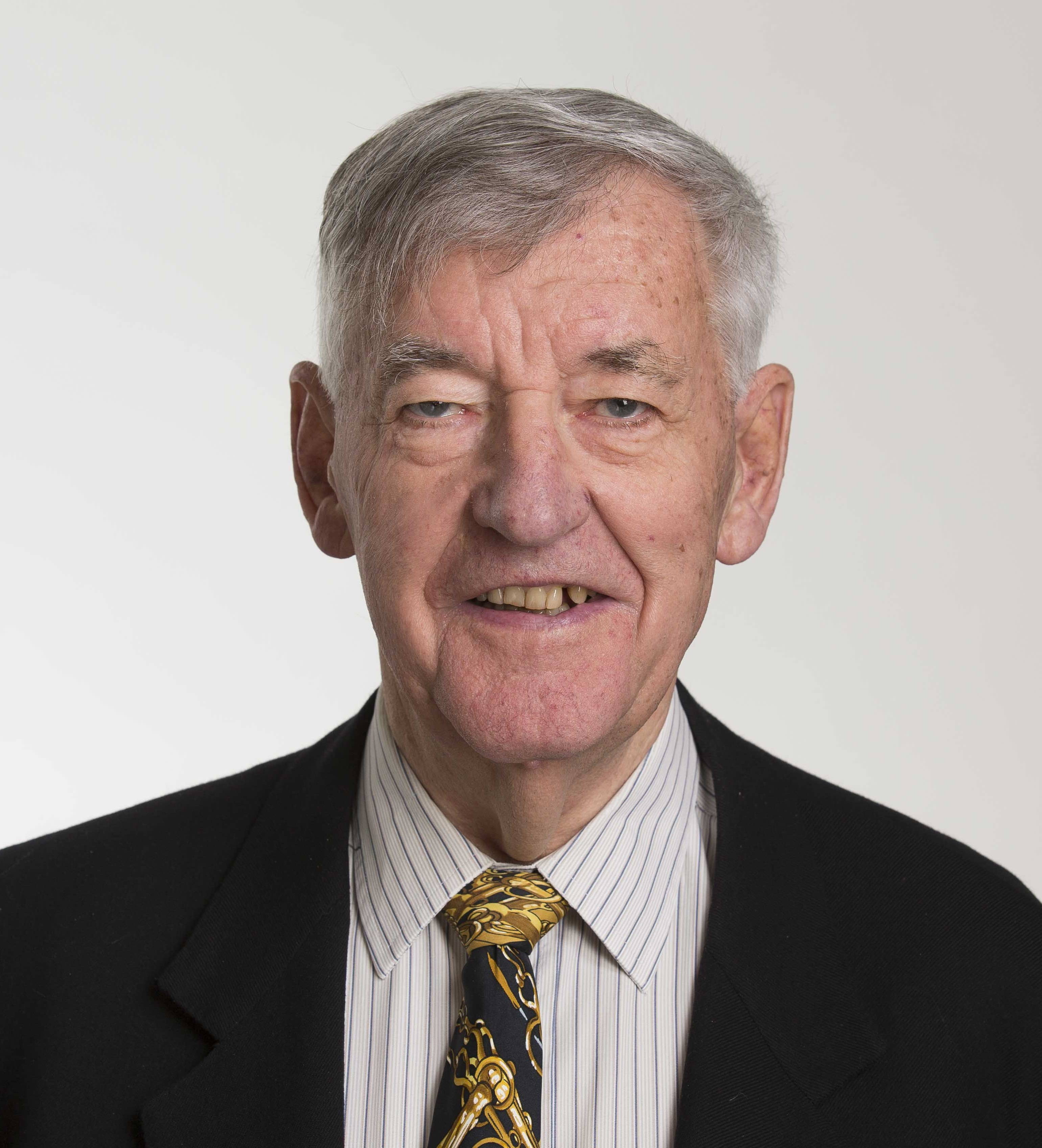
Hansjürg Saager (2017)

Hansjürg Saager (* 15. März 1940 in Zürich; † 18. Juli 2017 in Chur; heimatberechtigt in Menziken und Küsnacht) war ein Schweizer Journalist, Wirtschaftspublizist und Verleger sowie ein Unternehmer, der vor allem in der Medien-, Wein- und Rohstoffbranche als Investor tätig war.

## Leben
Saager war der Sohn von Bruno Max Saager (1908–1991), der in den fünfziger Jahren als Generaldirektor der SBG (heute UBS) das Goldgeschäft mit Südafrika aufbaute und wesentlich an der Beilegung des Konflikts zwischen der Schweiz und den USA rund um die umstrittene Holdinggesellschaft Interhandel beteiligt war, wie Hansjürg Saager in der postum erschienenen Biographie Bruno Max Saager. Bankpionier der Nachkriegszeit darstellt. Er wuchs in Höngg und Goldbach (Küsnacht) am Zürichsee zusammen mit seinem Bruder Rudolf (* 1937) auf und war in seiner Jugend ein begeisterter Pfadfinder. Er war als Ruderer Mitglied des Seeclubs Küsnacht und der Schweizer Ruder-Nationalmannschaft. 1962 nahm er an den ersten Ruder-Weltmeisterschaften in Luzern im Achter teil. 1965 gewann sein Team an den Studenten-Europameisterschaften in Kiel. Von 1981 bis 1985 war er Präsident des Zürcher Regatta-Vereins. Später wandte er sich dem Skifahren, dem Bergwandern und dem Golf zu.
Saager schloss die Matur Typus B am Freien Gymnasium in Zürich ab, besuchte die internationale schottische Privatschule Gordonstoun und studierte Recht, Wirtschaft und Journalistik an den Universitäten von Zürich, Hamburg und Fribourg.
Neben seiner Tätigkeit als Medien-Unternehmer war Saager Wein- und Rohstoff-Unternehmer und betrieb das Weingut Eikendal nahe Stellenbosch in Südafrika, das der familieneigenen Substantia AG für Finanzierungen und Beteiligungen gehört, in der er Mitglied des Verwaltungsrates war. Der Vater Saagers hatte das Weingut in den 1980er Jahren als Ersatz für seine Kaffeeplantagen in Tansania gekauft, die verstaatlicht worden waren. Über Rohstoffe schrieb Saager noch bis kurz vor seinem Tod wöchentlich für AWP und die Basler Zeitung.
Im Alter von 77 Jahren starb Saager nach kurzer, schwerer Krankheit.

## Laufbahn
Nach dem Studium 1966 war Saager während eines Jahres bei der Brokerfirma Williams de Broe in London tätig. Danach arbeitete er für die AWP Finanznachrichten, zunächst als freier Mitarbeiter und Bundeshausjournalist für die damals als AG für Wirtschafts-Publikationen firmierende Nachrichtenagentur, ab 1969 als Angestellter. Nach dem unerwarteten Tod des Firmengründers und Eigentümers, Walter von Känel, übernahm Saager 1972 das Unternehmen und die operative Leitung und zog von Bern nach Zürich um.
1974 schloss er mit der Telekurs AG (heute SIX Financial Information) einen Vertrag zur Lieferung von Finanznachrichten ab, der die Grundlage für die weitere Entwicklung bildete. Zusammen mit seiner Ehefrau Franziska baute er AWP kontinuierlich zur führenden Finanz-Nachrichtenagentur der Schweiz aus. Hinzu kamen weitere Aktivitäten wie der Aufbau der Wirtschaftsdatenbanken Videodata und  Teledata. Seinen Rückzug bei AWP bereitete Saager von langer Hand vor. Er verkaufte zwischen 2000 und 2005 nach und nach seine Aktien an die Schweizerische Depeschenagentur (sda).
Saager engagierte sich ausserdem für die berufliche Vorsorge, die 2. Säule des Drei-Säulen-Systems zur Altersvorsorge in der Schweiz. Er war Herausgeber der zweimonatlich erscheinenden Zeitschrift AWP Soziale Sicherheit und Verwaltungsratspräsident der Herausgebergesellschaft Atlas Service AG, einer Tochtergesellschaft der AWP Holding AG, und informierte über das Thema der sozialen Sicherheit in zahlreichen Seminaren.
Ende 2005 zog sich Saager aus der operativen Leitung von AWP zurück. Er übernahm das Amt des Verwaltungsratspräsidenten, das er bis zur Generalversammlung am 15. März 2017 ausübte. Die Generalversammlung wählte Saager zum Ehrenpräsidenten.

## Publikationen (Auswahl)
- mit Werner Vogt: Bruno Max Saager. Bankpionier der Nachkriegszeit. NZZ Libro, Zürich 2017, ISBN 978-3-03810-272-4.
- Die Schweizer Wirtschaft und Mandela: Ein Freund in schweren Zeiten. In: Southern Africa. Bulletin der SwissCham Southern Africa (SCSA), Nr. 47, Januar 2014 (PDF; 268 kB; auf der Website der Universität Basel).
- 50 Jahre AWP: Ein wichtiger Partner am Finanzplatz Schweiz (Memento vom 23. Januar 2018 im Internet Archive). In: Lead. Newsletter der sda, Nr. 39, Dezember 2007.
- mit Werner Vogt: Schweizer Geld am Tafelberg – Die Wirtschaftsbeziehungen zwischen der Schweiz und Südafrika zwischen 1948 und 1994. Mit einem Vorwort von Frederik Willem de Klerk, Friedensnobelpreisträger. Orell Füssli, Zürich 2005, ISBN 978-3-280-06006-3.[8]
- mit Ulrich Bär, Kurt Speck, Jürg Steiner und Walter Steiner (Hrsg.): Who Owns Whom. Der Schweizerische Beteiligungsatlas 1993 (13. Ausgabe). U. Bär Verlag, Zürich 1993, ISBN 978-3-905137-39-2.
- mit Hans Welte: So schützen wir unser Zürich. Amt für Zivilschutz, Zürich 1989.
- mit Peter Wirth und Bernhard Romer: Die zweite Säule. BVG und berufliche Vorsorge. U. Bär Verlag, Zürich 1984.
- mit Ulrich Meister: Quo vadis, südliches Afrika? Versuch einer Standort-Bestimmung. J. Vontobel, Zürich 1983.

## Privates
Saager galt noch 2013 als einer der 300 reichsten Schweizer und betätigte sich als Mäzen. Er engagierte sich insbesondere bei der Umweltschutzorganisation Peace Parks Foundation, die er zusammen mit seiner Frau 1997 mitbegründet hatte und die er als Präsident der Peace Parks Foundation Legacy Society mit namhaften Beträgen unterstützte. Die Foundation geht auf eine Initiative von Nelson Mandela, Prinz Bernhard der Niederlande und des südafrikanischen Unternehmers Anton Rupert zurück und bezweckt, die Naturreservate vom Victoriasee bis zum Kap der Guten Hoffnung miteinander zu verbinden. Er förderte zudem bedeutende Museen wie das Metropolitan Museum of Art in New York, das African Art Center in Kapstadt oder das Kunsthaus Zürich bei seinem Neubau sowie Musikfestivals wie diejenigen von Davos, Glyndebourne, Salzburg, St. Petersburg (Musical Olympus) und Vicenza mit András Schiff.
Er war Vorstandsmitglied der SwissCham Southern Africa (SCSA, Handelskammer Schweiz-Südafrika), die er mitbegründet hatte und deren Bulletin er redigierte, und Mitglied des Komitees Zürich der Human Rights Watch. Er war zudem Mitglied der World Baden-Powell Fellowship und engagierte sich auch in der Tierschutzorganisation Animal Trust.
Saager war ein Spezialist für das Schaffen von Exekias, dem griechischen Vasenmaler und Töpfer aus dem 5. Jahrhundert vor Christus. Für 2018 ist eine Ausstellung geplant, die Saager zusammen mit dem Institut für Archäologie der Universität Zürich organisiert hat und der er eigene Exponate zur Verfügung stellte.
Saager war Mitglied der FDP.Die Liberalen. Er war seit 1969 verheiratet mit Franziska Jelena geborene Roš (* 1944), einer Archäologin und Finanzanalystin; die Ehe blieb kinderlos.